# Herència virtual
L'herència virtual és una tècnica C++ que garanteix que només una còpia de les variables membres ' una classe base sigui heretada per les classes derivades dels néts. Sense herència virtual, si dues classes B i C hereten d'una classe A i una classe D hereta tant de B com de C, aleshores D contindrà dues còpies de les variables membres ' A : una a través de B i una altra a través C Aquests seran accessibles de manera independent, utilitzant la resolució d'abast.

Diagrama de l'herència del diamant, un problema que l'herència virtual està intentant resoldre.

En canvi, si les classes B i C hereten virtualment de la classe A, aleshores els objectes de la classe D només contindran un conjunt de variables membres de la classe A.
Aquesta característica és molt útil per a l'herència múltiple, ja que fa que la base virtual sigui un subobjecte comú per a la classe derivada i totes les classes que se'n deriven. Això es pot utilitzar per evitar el problema del diamant aclarint l'ambigüitat sobre quina classe ancestra s'ha d'utilitzar, ja que des de la perspectiva de la classe derivada (D a l'exemple anterior) la base virtual (A ) actua com si fos la classe base directa de D, no una classe derivada indirectament a través d'una base (B o C ).
S'utilitza quan l'herència representa la restricció d'un conjunt en lloc de la composició de parts. En C++, una classe base destinada a ser comuna a tota la jerarquia es denota com a virtual amb la paraula clau virtual.

Considereu la següent jerarquia de classes.
```
struct
 
Animal
 
{

 
virtual
 
~
Animal
()
 
=
 
default
;
 
// Explicitly show that the default class destructor will be made.

 
virtual
 
void
 
Eat
()
 
{}

};

struct
 
Mammal
:
 
Animal
 
{

 
virtual
 
void
 
Breathe
()
 
{}

};

struct
 
WingedAnimal
:
 
Animal
 
{

 
virtual
 
void
 
Flap
()
 
{}

};

// A bat is a winged mammal

struct
 
Bat
:
 
Mammal
,
 
WingedAnimal
 
{};

```

Com s'ha dit més amunt, una crida al bat. Eat és ambigu perquè hi ha dues classes base Animal (indirectes) a Bat, de manera que qualsevol objecte Bat té dos subobjectes diferents de classe base Animal. Per tant, un intent d'enllaçar directament una referència al subobjecte Animal d'un objecte Bat fallaria, ja que la vinculació és inherentment ambigua:
```
Bat
 
bat
;

Animal
&
 
animal
 
=
 
bat
;
 
// error: which Animal subobject should a Bat cast into, 

 
// a Mammal::Animal or a WingedAnimal::Animal?

```

Per desambiguar, caldria convertir explícitament bat a qualsevol subobjecte de classe base:
```
Bat
 
bat
;

Animal
&
 
mammal
 
=
 
static_cast
<
Mammal
&>
(
bat
);
 

Animal
&
 
winged
 
=
 
static_cast
<
WingedAnimal
&>
(
bat
);

```

Per trucar a Eat, cal la mateixa desambiguació o qualificació explícita: static_cast<Mammal&>(bat). Eat() o static_cast<WingedAnimal&>(bat). Eat() o alternativament bat. Mammal::Eat() i bat. WingedAnimal::Eat(). La qualificació explícita no només utilitza una sintaxi més fàcil i uniforme tant per als punters com per als objectes, sinó que també permet l'enviament estàtic, de manera que podria ser el mètode preferible.